# Confusacris limnophila
Confusacris limnophila är en insektsart som beskrevs av Liang och F.L. Jia 1994. Confusacris limnophila ingår i släktet Confusacris och familjen gräshoppor. Inga underarter finns listade i Catalogue of Life.